# Vysílač Ploštiny
Vysílač Ploštiny se nachází v nadmořské výšce 716 m n. m. Televizním vysíláním pokrývá Zlínský kraj.
Televizní vysílání probíhá v jednofrekvenční síti (SFN) s vysílačem Tlustá hora na kanálech 26 (Multiplex 21), 22 (Multiplex 22) a 33 (Multiplex 23).

## Vysílané stanice

### Televize
Přehled televizních multiplexů šířených z Ploštin:
|        | Multiplex    | Kanál | Kmitočet | Výkon (ERP) | Polarizace   |
| ------ | ------------ | ----- | -------- | ----------- | ------------ |
| DVB-T2 | Multiplex 21 | 26    | 514 MHz  | 25 kW       | horizontální |
| DVB-T2 | Multiplex 22 | 22    | 482 MHz  | 25 kW       | horizontální |
| DVB-T2 | Multiplex 23 | 33    | 570 MHz  | 25 kW       | horizontální |

## Ukončené vysílání

### Analogová televize
Vypínání analogového vysílání probíhalo 30. listopadu 2011.
| Vypnuto       | Stanice  | Kanál | Kmitočet   | Výkon (ERP) | Polarizace   |
| ------------- | -------- | ----- | ---------- | ----------- | ------------ |
| listopad 2011 | ČT1      | 25    | 503,25 MHz | -           | horizontální |
| listopad 2011 | ČT2      | 42    | 639,25 MHz | -           | horizontální |
| listopad 2011 | TV Prima | 59    | 775,25 MHz | -           | horizontální |

## Nejbližší vysílače
| Růžice kompasu | Kojál 93,6 km Tlustá hora 30,8 km | Hošťálkovice 81,1 km | Radhošť 41,1 km | Růžice kompasu |
| Růžice kompasu | Barvičova 107,6 km                | Sever                |                 | Růžice kompasu |
| Růžice kompasu | Barvičova 107,6 km                | Západ · Východ       |                 | Růžice kompasu |
| Růžice kompasu | Barvičova 107,6 km                | Jih                  |                 | Růžice kompasu |
| Růžice kompasu | Babí lom 74,2 km                  |                      |                 | Růžice kompasu |